# Рор ин Нидербајерн
Рор ин Нидербајерн (њем. Rohr in Niederbayern) град је у њемачкој савезној држави Баварска. Једно је од 24 општинска средишта округа Келхајм. Према процјени из 2010. у граду је живјело 3.326 становника. Посједује регионалну шифру (AGS) 9273165.

## Географски и демографски подаци
Рор ин Нидербајерн се налази у савезној држави Баварска у округу Келхајм. Град се налази на надморској висини од 426 метара. Површина општине износи 54,1 km². У самом граду је, према процјени из 2010. године, живјело 3.326 становника. Просјечна густина становништва износи 61 становника/km².